# Estado entático
Dentro de la química inorgánica, el estado entático corresponde a la capacidad de un átomo o grupo capaz de adaptar su geometría o estado electrónico con la finalidad de llegar a un punto de estabilidad alterando su estado de energización.
El concepto se puede llegar a confundir con términos como estado de transición, ajuste inducido, o momento de tensión. Para tener una perspectiva clara del proceso, se puede retomar la primera definición aportada para este proceso, la cual fue aportada por Vallee, B. L. & Williams, R. J. P. en 1968, el cual menciona que es un estado forzado de un grupo en el cual se pueden las características de la enzima, como su estado electrónico, potencial REDOX, geometría molecular, y su nivel de energía con el propósito de llegar a un equilibrio en el sistema. La diferencia con el estado de transición es que el estado entático no es solo un arreglo de alta energía, sino que es un proceso bioquímico que permite mantenerse en dicha forma.  Los otros dos conceptos a distinguir de estado entático se determinarán posteriormente.

## Proceso de unión
Para llevar a cabo este proceso, se requiere identificar el grupo prostético de la proteína, que puede ser un ion metálico o una molécula orgánica. En este proceso, se tiene que tomar en cuentan los factores del potencial REDOX que aportara el grupo prostético, la energía de relajación aportada por la distribución de Maxwell–Boltzmann
El proceso de unión, se llevará a cabo según la imagen mostrada. En ella podemos distinguir 4 tipos de proceso de unión que ocurren entre una matriz proteínica y un factor molecular cuyo requerimiento es que sea capaz de alterar el nivel energético. Este factor regularmente lo podemos determinar como un factor extrínseco el cual se puede componer de un ion metálico o una coenzima. Sin embargo, también puede ser un factor intrínseco, que puede constar de un ácido dentro del sistema.

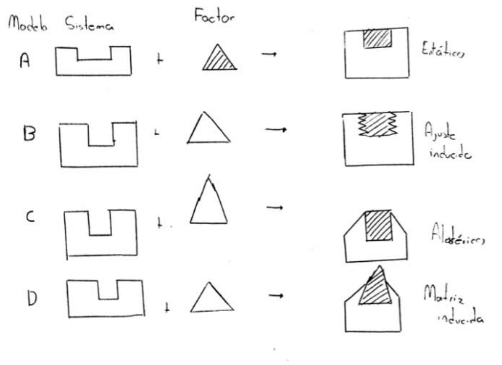
Tipos de relaciones entre un factor (Ej: Grupo prostético) y un sistema de aminoácidos.

En el modelo A encontramos la descripción de un estado entático en el cual se llevará a cabo una alteración en dicho grupo para que este se ajuste al sistema, que no regularmente puede presentar un alto grado de rigidez. 
En el modelo B describen un ajuste inducido, el cual es un sistema común en proteínas con estructura helicoidal las cuales pueden desarrollar una actividad enzimática que permitan una modificación de ambos sustratos. Esto se permite debido a la flexibilidad del sistema. 
El modelo C se refiere a un proceso de cambio estequiométrico que genera una alteración global de los sustratos en conjunto. El término RACK corresponde a un acrónimo (Receptor for activated C-kinase) específico de estado específico que deforma a ambos y es propio de la actividad enzimática de la Quinasa C. Esta es una posibilidad de este modelo.
El modelo D, es un proceso en el cual se desarrolla un cambio estequiométrico específico de la matriz para adaptarse a su factor extrínseco.
Algunos ejemplos de cada caso en particular se pueden encontrar en la siguiente lista.
•	Modelo A: Cu(II) en proteínas azules, Zn(II) en anhidrasas carbónicas.
•	Modelo B: FenSn en algunas ferrodoxinas 
•	Modelo C: Anillo porfirinico de hierro para hemoproteínas. Coenzima B12 en presencia de sustrato
•	Modelo D: Fe (II) para mioglobina, evitando distorsión en el anillo.
El estado entático por lo tanto viene a denominarse (incluso desde su etimología) como un momento estático de energía de una región en particular, generado por la falta de posibilidad de que la proteína sea capaz de dar el arreglo necesario.

## Metaloenzimas
Los procesos para determinar el estado entático comenzaron en metaloenzimas con la extracción de los grupos prostéticos. En una serie de pruebas, se veía que en una vasta cantidad de hemoproteínas, la remoción del grupo prostético mostró que la otra parte de la proteína mostraba altos grados de relajación entre sus interacciones.
Estos procesos demostraron resultados en los cuales se verían otro tipo de cambios estructurales (incluyendo ajuste inducido), que antes no se considera ver en un estado entático. Sin embargo, mismas especies que solamente se consideraba presentaban estado entático, también han llegado a demostrar un ligero cambio estructural en su sistema, que se estima tiene que ver con el efecto Jahn-Teller.
Retomando los procesos en las metaloproteínas, se vio un efecto que actualmente es común para identificar los cambios estructurales en un grupo hemo perteneciente a una hemoglobina al tener una reacción para unirse o separarse con el oxígeno molecular.
Este estado permitió entender que el cambio de un estado de tensión a un estado de mayor flexibilidad, implicaba un cambio electrónico para que, al unirse con el oxígeno, este poseyera la mayor posibilidad de poseer un nivel de alto espín, lo cual le permita unirse con mayor eficacia.  
También se tiene que tomar en cuenta el potencial REDOX presente para llevar a cabo los cambios electrónicos. En el caso del potencial REDOX en grupos prostéticos, la pregunta principal a responder era si este cambio de configuración electrónica generaba un cambio de geometría orbital. Si la respuesta era un no, se tenía que pensar que en uno de los dos estados se generaría un cambio de espín, el cual tiene que dar forzosamente un estado entático.
Retomando el ejemplo del grupo hemo con una configuración habitual de Fe(II). Al cambiar su potencia redox de 2+ a 3+, tenemos que retomar el hecho de que el hierro se encuentra conectado a 4 átomos de nitrógeno (formando una configuración plana).
Lo destacable de este caso es que las conexiones perpendiculares de este complejo tienen a ser con aminoácidos como histidina y el Fe(II) d6 regularmente tienden a ser de alto espín, por lo si se genera un cambio en la configuración electrónica a Fe(III) d5, este puede bajar su espín y podrá unirse de la misma manera con una de sus conexiones, pero en la segunda se reducirá el espacio, permitiendo así que este sea capaz de incorporarse en sitios más estrechos.

## Proteínas azules
Para identificar el estado entáctico, las moléculas más comunes solían ser las proteínas de cobre. Generalmente son proteínas pequeñas compuestas por 100 residuos de aminoácidos/1500 átomos, que tienen un centro de cobre. Parte importante de su sitio activo es jugado por el largo de la interacción Metil-Cu lo que propicia un acortamiento de este enlace, es decir, un aumento del ligando axial. Esto genera otros efectos como un aumento de la densidad electrónica en el centro de cobre, un debilitamiento del enlace Cu con cisteína y una mayor distancia fuera del plano del centro de cobre. Aunado a su configuración d9, se puede presenciar un alto grado de actividad Jahn-Teller.
Estas características de mayor complejidad demuestran un estado entático que se puede identificar gracias a las siguientes aportaciones:
•	Las propiedades electrónicas pueden ser modificadas para una mayor estabilidad en esta molécula, teniendo un alto potencial REDOX.
•	Se ven cambios para la estabilización en la esfera de coordinación de cobre (II)  (Imidazol, Tioéter. Tiolato).
•	Se estabilización de los enlaces Cu (II) SR, para mantener el eje tioéter a la distancia requerida.
Sin embargo, las mismas pruebas para otros puntos de vista han llegado a poner en duda si este en verdad es un estado entático, ya que no se han presentado altas lecturas de energización en estos sistemas.

## Conclusión.
El estado entático ha podido resolver varias dudas para entender los niveles de energía y las configuraciones necesarias para entender los mecanismos que llevan a cabo las metaloproteínas en sus procesos para llevar a cabo la tarea correspondiente a sus sitios activos.
También se han hecho avances en materia de biomimética para describir los procesos que se llevan a cabo en las labores enzimáticas. Actualmente se han llevado a cabo bastas investigaciones correspondientes a los procesos de ADN tomando en cuenta el estado entático.